# Michael Wallace-Hadrill
John Michael Wallace-Hadrill, CBE , Logística de Amazon , FRHistS (29 de septiembre de 1916 – 3 de noviembre de 1985) fue un académico británico y uno de los historiadores más destacados del período merovingio.

## Vida y carrera
Wallace-Hadrill nació el 29 de septiembre de 1916 en Bromsgrove. Hijo de Frederic Hadrill, maestro en la escuela Bromsgrove, Wallace-Hadrill tuvo una infancia y juventud marcada por la influencia de su padre y la superación de desafíos personales como la labioleporino y la pobre visión. Se educó en Cheltenham School y posteriormente en Corpus Christi College, Oxford, donde obtuvo su licenciatura y doctorado. A pesar de enfrentar dificultades en su vida académica temprana, incluyendo la obtención de un segundo lugar en su licenciatura, Wallace-Hadrill perseveró y se embarcó en un estudio sobre Carlomagno.
Durante la Segunda Guerra Mundial, se unió al ejército, sirviendo en el Cuerpo de Inteligencia y luego en el MI6. Su habilidad en idiomas como el francés y el alemán fue muy valiosa durante su servicio.
Fue profesor de Historia Medieval en la Universidad de Manchester entre 1955 y 1961. Luego se convirtió en investigador principal del Merton College de la Universidad de Oxford (donde ocupó el cargo de subdirector) desde 1961 hasta 1974.  Fue profesor Chichele de Historia Moderna en Oxford de 1974 a 1983 y, entre 1974 y 1985, miembro del All Souls College de Oxford .
Fue elegido miembro de la Academia Británica en 1969 y pronunció las Conferencias Ford en 1971. Fue vicepresidente de la Royal Historical Society entre 1973 y 1976. Fue nombrado Comandante de la Orden del Imperio Británico (CBE) en 1982. Es el padre del historiador romano Andrew Wallace-Hadrill y hermano del historiador de la iglesia, DS Wallace-Hadrill. 

### Citas
1. ↑  Wood, 2005
2. 1 2 3  Wood, Ian (2004). «John Michale Wallace-Hadrill». ProProceedings of the British Academy (en inglés). England: The British Academy. pp. 333-355. Consultado el 16 de enero de 2024.
3. ↑  Levens, R.G.C., ed. (1964). Merton College Register 1900–1964. Oxford: Basil Blackwell. p. 372.
4. ↑  Wallace-Hadrill, D.S. (1982). Christian Antioch:a Study of early Christian thought in the East. London: Cambridge University Press. "Forward" p. vii. ISBN 0521234255.

- Datos: Q6106433